# Пирролидин
Пирролидин (азолидин, тетрагидропиррол, тетраметиленимин) — органическое соединение класса гетероциклов, имеющее брутто формулу C4H9N. Его можно рассматривать как циклический амин с четырьмя атомами углерода в цикле.

## Свойства
Пирролидин — прозрачная жидкость с аммиачным запахом. Дымит на воздухе. Проявляет сильные основные свойства.
Пирролидин проявляет свойства вторичных аминов. При взаимодействии с галогеналканами и спиртами алкилируется в 1 положение:
{\displaystyle {\mathsf {C_{4}H_{8}NH+RX\rightarrow C_{4}H_{8}N{\text{-}}R+HX}}}
При дегидрировании в присутствии катализатора пирролидин превращается в пиррол. Хромовой кислотой окисляется в γ-аминомасляную кислоту.

## Получение
- Каталитическое гидрирование пиррола или 3-пирролина
- Циклизация 1-амино-4-галогенбутанов в щелочной среде
- Восстановление сукцинимида
- Аммонолиз ТГФ

## Нахождение в природе и биологическая роль
Пирролидин обнаружен в табаке и моркови, пирролидиновая структура входит в состав некоторых алкалоидов (например никотина) и аминокислот пролина и гидроксипролина. Пирролидиновая структура входит в состав многих лекарств, например пирацетама.

## Безопасность
ЛД50 пирролидина для крыс при пероральном введении составляет около 140 мг/кг. ПДК в воздухе 0,1 мг/м³.